# Clã Anstruther

Crachá do Clã AnstrutherLema: Periissem ni periissem ("Eu teria morrido se não tivesse persistido")

Brasão do grande chefe (high chief) do clã Anstruther

O Clã Anstruther é um clã escocês da região das Terras Baixas do distrito de Fife, Escócia.
O atual chefe é Tobias Anstruther de That Ilk.

## Castelos
O local de residência mantém-se em Balcaskie. A Airdrie House e o Castelo Newark em Fife pertencem ao clã Anstruther.